# Нестинарство
Нестинарка пренасочва насам.  За Нестинарка (пояснение) вижте Нестинарка (пояснение).
Нестинарството (на гръцки: Αναστενάρια) е ритуал от Източна Тракия, свързан с култа към светите Константин и Елена, при който участниците танцуват боси върху жарава въглени. Разпространен е в Странджа (България) и в Северна Гърция.
През 2009 г. ритуалът е включен в Списъка на ЮНЕСКО за нематериалното културно наследство и в Националната представителна листа на нематериалното културно наследство „Живи човешки съкровища – България“ по предложение на Регионален исторически музей (Бургас).

## Ритуал
Нестинарството представлява танц с боси крака върху жарава. Според традицията нестинарите играят най-често вечерта в деня на свети Константин и Елена (вечерта на 21 май), но на някои места това се прави на храмовия празник и събора на селото – Илинден (20 юли), свети Пантелеймон (27 юли), света Марина (17 юли), света Троица (50 дни след Възкресение), Еньовден (24 юни).
Подготовката на събитието започва още от ранни зори с „обличане“ на нестинарските икони. Поставя се яркочервен плат, обшит със стари сребърни пари и украсен с цветя. Провежда се шествие из селото, а иконите се носят към аязмото на св. Константин от трима юноши, след което се провежда ритуално измиване на дръжките им. Привечер епитропът (църковният настоятел) и нестинарите отиват в параклиса св. Константин и Елена, след което вдишват тамяновия дим и се молят пред иконите. Тогава водата от извора се приема за най-лековита през годината. След като се свечери, пред параклиса идват всички хора от селото, както и музикантите – гайдар и тъпанджия. Изпълняват три специални мелодии в точно определено време. Първата се изпълнява по време на придвижването от параклиса до жаравата; втората – по време на самото ходене по огъня; а последната се свири накрая, като носи наименованието Костадинско хоро. След като иконите са осветени и селото е обиколено, нестинарите се прибират в използвана само от тях специална сграда (наричана конак или столнина). Там се пазят иконите на св. Константин и Елена, а нестинарите прекарват времето до вечерта и слушат непрекъснатото биене на тъпан, при което изпадат в транс. Достигайки жаравата с танца си, нестинарите навлизат в кръга с подвиквания. Носят в ръцете си икони, кърпи, кандила. В същото време на площада се пали огън, който се поддържа от най-стария нестинар или нестинарка (те обикновено са на възраст, при която вече не играят).
На свечеряване огънят започва да се разстила за жаравата. Тя е с диаметър около два метра и дебелина пет-шест сантиметра. В нея първи пристъпват най-старите практикуващи нестинари, които преди това обикалят жаравата три пъти, а след това я минават на кръст. Едва след това започва истинският танц – нестинарките навлизат в огнения кръг с пронизителен вик. Те пресичат жаравата като натискат стъпалата си във въглените и продължават да викат. Танцуват, държейки украсената с цветя икона на светите Константин и Елена. Нерядко изпадналите в транс правят предсказания. Постепенно танцът става по-бавен, движенията на нестинарите са по-спокойни и накрая танцът завършва. Когато приключи ритуалът, всички се хващат на Костадинското хоро за здраве.
В някои селища обичаят продължава два дни, като на втория ден отново се изпълнява ритуален обход. Юношите и иконата влизат във всеки дом, а на площада на селото се играе хоро. Нестинарите отново изпълняват своя танц на фона на обредна музика. На края на танца всеки от тях се прекръства три пъти, целува иконата и отива в параклиса.
Нестинарство се е практикувало само от „нестинарски“ фамилии, но имало случаи, когато в транс изпадали и някои от присъстващите на обреда.
Има различни възгледи за семантиката на името αναστενάρια, анастенария (на гръцки), т.е. „нестинарство“. Възможно е названието да произлиза от гръцката дума „анастенагмос“ – въздишане, пъшкане, което е характерно за поведението на нестинарите по време на транс. Друга хипотеза свързва названието с гръцката дума „(х)естия“ – огън. Може да произлиза и от ανασταίνω („анастено“) – възкръсване.

## Физическо обяснение на танцуването по огън
Противно на идеята, че краката на нестинарите не изгарят, защото те изпадат в транс или ги закриля висша сила, ходенето по жарава има научно обяснение. Два основни фактора правят ходенето по жарава възможно и предотвратяват изгаряния:
- Въглените имат много ниска топлопроводимост.
- Контактът между въглените и босите крака е много краткотраен. Нестинарите стъпват бързо по повърхността, без да задълбават към по-горещите въглени отдолу.

За краткия момент на допир и при лошата си топлопроводимост, въглените предават малка част от топлинната енергия към кожата.

## Разпространение и история
Обичаят е разпространен в началото на XX век в българските и гръцки села в района на Странджа, част от които след Балканската война през 1913 г. попадат в България, а друга част остават в Турция. По това време сред влезлите в България територии нестинарство се парктикува само в българското село Българи и гръцкото Кости. Почти цялото гръцко население от двете страни на границата се изселва в Гърция през 20-те години на XX век и пренася със себе си нестинарските обичаи.
В България нестинарството постепенно изчезва в средата на XX век. През 1955 година в Българи е останала само една нестинарка, която няма подготвена наследница. По-късно се полагат усилия обичаят да бъде възстановен в автентичния си вид.
В Гърция нестинарството се практикува в няколко села в Егейска Македония, населени от потомци на тракийски бежанци, като Кара кавак (Мавролевки) в Драмско, Бутково (Керкини) и Какараска (Агия Елени) в Сярско, Лъгадина (Лангадас) в Солунско и Мелики в Берско.
Подобни ритуали са известни и при някои други народи. Има легенди за хора в Италия, които ходят по нажежени въглени, без да претърпяват вреда. Ритуалът е съществувал в Китай и Япония, а също и при някои арабски племена в Алжир и Мароко. Изкуството на ходенето по жарава владеели шамани в Мала Азия, Сибир, Африка, Америка и на някои острови в Тихия океан.

## Произход
Първото свидетелство за обичая на нестинарството е публикувано през 1866 г. от българския общественик Петко Славейков. Първото проучване на тази практика е направено през 1873 г. от гръцкия богослов Анастасиос Хурмузиадис по искане на Вселенската патриаршия. Той разглежда обичая като повърхностно християнизиран остатък от древния оргиастичен култ към Дионис и макар да го осъжда като езическо суеверие, вижда в него аргумент срещу тезата на Якоб Фалмерайер за прекъснатия континуитет между Древна Гърция и съвременните гърци. Хипотезата за древногръцкия или гръко-тракийския произход на нестинарството е широко застъпена в гръцката и българската етнография.
Хипотезата за дионисовския произход на нестинарството почива повече на догадки, отколкото на надеждни доказателства, особено връзката му с тракийската религия, сведенията за която са много оскъдни. Ключов аргумент срещу тази хипотеза е, че в известното за култа към Дионис липсват каквито и да е данни за основния елемент на нестинарството – танцуването върху огън. Гръцката етнографка Катерина Какури и българският фолклорист Михаил Арнаудов се опитват да обяснят нестинарството с възможно по-късно влияние от павликяни и богомили, които от своя страна са били повлияни от зороастрийския култ към огъня. За връзка с предислямските ислямски религии спекулира и българският етнограф Димитър Маринов, който, позовавайки се на местни респонденти в началото на XX век, определя обичая като „рядко явление, чуждо на нашите вярвания и обичаи“. Гръцкият археолог Константинос Ромеос допуска връзка със споменатото от Страбон ходене по огън на жриците на Артемида в храма в Кастабала, но то не е свързано с култа към Дионис.
Други автори изцяло отхвърлят древния произход на нестинарството, позовавайки се на липсата на сведения за такъв обичай до средата на XIX век и на разпространението му в област, сравнително близка до големи градски центрове като Константинопол и Одрин.

## Други
На нестинарките е наречена улица във вилна зона „Горна баня“ в София (Карта).